# Campionati del mondo di ciclismo su strada 1996 - Cronometro maschile Under-23
La cronometro maschile Under-23 dei Campionati del mondo di ciclismo su strada 1996 fu corsa il 9 ottobre 1996 in Svizzera, nei dintorni di Lugano, su un percorso di 31,6 km. L'oro andò all'italiano Luca Sironi, che vinse con il tempo di 37'51"89 alla media di 50 km/h, l'argento all'altro italiano Roberto Sgambelluri e il bronzo al tedesco Andreas Klöden.

## Classifica (Top 10)
| Pos. | Corridore            | Squadra     | Tempo     |
| ---- | -------------------- | ----------- | --------- |
| 1    | Luca Sironi          | Italia      | 37'51"89  |
| 2    | Roberto Sgambelluri  | Italia      | a 52"49   |
| 3    | Andreas Klöden       | Germania    | a 57"50   |
| 4    | Nathan O'Neill       | Australia   | a 34"39   |
| 5    | Marcel Gono          | Australia   | a 47"53   |
| 6    | Boris Nitchipourenko | Russia      | a 1'03"16 |
| 7    | Víctor Hugo Peña     | Colombia    | a 1'06"84 |
| 8    | Jacques Peeters      | Paesi Bassi | a 1'13"89 |
| 9    | Jörg Jaksche         | Germania    | a 1'19"23 |
| 10   | Paul Manning         | Regno Unito | a 1'19"40 |